# Fellow Traveller
Fellow Traveller, anciennement nommée Surprise Attack Games, est une entreprise d'édition de jeux vidéo fondée en 2011 à Melbourne, en Australie. Elle se spécialise dans les jeux indépendants à forte dimension narrative.
La structure est notamment connue pour avoir publié les jeux Hacknet (2015), Orwell (2018), Paradise Killer (2020), Citizen Sleeper (2022) et 1000xRESIST (2024).

## Histoire
Basée à Melbourne, en Australie, l'entreprise est fondée en 2011 par Chris Wright, alors fraîchement licencié du groupe vidéoludique THQ ; il y travaillait sur la direction marketing des jeux créés par la filiale Blue Tongue Entertainment, qui sont généralement des adaptations de films hollywoodiens, comme Cars ou Les Indestructibles. Lorsqu'il fonde sa propre société sous le nom initial de Surprise Attack Games, son but est de mettre en valeur et de publier des créations australiennes, dans un contexte où l'industrie vidéoludique du pays est alors à la peine.
Ce n'est que quelques années plus tard que la société choisit de se spécialiser dans les jeux narratifs, puis change de nom, en juillet 2018,. Ce virage éditorial est pris lorsque l'entreprise connaît sa première rentrée d'argent importante, avec la publication de Hacknet, et décide de se trouver un élément différenciant ; les employés se regroupent alors et remarquent que leurs préférences en termes de jeux vidéo convergent vers ceux avec une forte portée narrative.
À partir de 2018, alors que l'industrie vidéoludique s'apprête à ralentir avec la pandémie de Covid-19, l'entreprise se met à organiser en ligne un festival annuel consacré aux jeux vidéo narratifs, nommé LudoNarraCon. L'évènement se déroule chaque année au mois de mai sur la boutique dématérialisée Steam, et met en avant un nombre volontairement restreint d'œuvres par le biais de démos. Malgré sa date de création récente, la presse spécialisée le considère comme l'un des rendez-vous établis de l'industrie.
En 2021, Fellow Traveller et un groupe de six autres éditeurs de jeux indépendants, parmi lesquels Raw Fury, se lient au sein d'un collectif nommé « The Indies House » pour promouvoir leurs catalogues et avec l'ambition déclarée de partager leur savoir-faire plutôt que de rester en compétition les uns envers les autres.
En 2023, le calendrier de publication de Fellow Traveller est restreint : à part la sortie de The Pale Beyond en février, seuls des DLC ou des portages sur des plateformes additionnelles sont prévus. La société annonce cependant avoir signé l'édition de neuf nouveaux titres pour les années à venir, et avoir coutume de travailler avec deux ans d'avance sur la publication des jeux qu'elle suit.

## Politique éditoriale
Fellow Traveller se consacre aux jeux à forte dimension narrative, en essayant de diversifier les sous-genres représentés. Son directeur général, Chris Wright, déclare ainsi en 2022 refuser parfois des concepts dont le potentiel commercial est prometteur, par volonté de ne pas enchaîner l'édition de titres trop similaires, en risquant par exemple de ne publiquer que des visual novels ou des jeux d'aventure. La plupart des développeurs que l'entreprise accompagne sont des personnes créant leur tout premier jeu.
Fellow Traveller est une structure indépendante. La société a trois actionnaires, dont deux y travaillent directement.

## Ludographie
| Titre                              | Date de sortie | Développeur(s)                | Plate-forme(s)                                                                                  | Réf.   |
| ---------------------------------- | -------------- | ----------------------------- | ----------------------------------------------------------------------------------------------- | ------ |
| Oscura: Second Shadow              | 2014           | Chocolate Liberation Front    | iOS                                                                                             | [ 7 ]  |
| Screencheat                        | 2014           | Samurai Punk                  | Linux, Windows, Nintendo Switch, PlayStation 4, Xbox One                                        |        |
| Vertiginous Golf                   | 2014           | Kinelco, Lone Elk Creative    | Linux, Windows, macOS                                                                           |        |
| Hacknet                            | 2015           | Team Fractal Alligator        | Linux, Windows, macOS                                                                           |        |
| Think of the Children              | 2017           | Jammed Up Studios             | Windows, Nintendo Switch, PlayStation 4, Xbox One                                               |        |
| Orwell: Ignorance is Strength      | 2018           | Osmotic Studios               | Linux, Windows, macOS                                                                           |        |
| Hiveswap Friendsim                 | 2018           | What Pumpkin Games            | Linux, Windows, macOS, Nintendo Switch, PlayStation 4, PlayStation 5, Android                   |        |
| Framed Collection                  | 2018           | Loveshack Entertainment       | Linux, Windows, macOS, Nintendo Switch                                                          |        |
| Blind                              | 2018           | Tiny Bull Studios             | PlayStation VR, Windows                                                                         |        |
| The Stillness of the Wind          | 2019           | Lambic Studios, Memory of God | iOS, iPadOS, Windows, MacOS, Nintendo Switch                                                    |        |
| The Church in the Darkness         | 2019           | Paranoid Productions          | Linux, Windows, MacOS, Nintendo Switch, PlayStation 4, Xbox One                                 |        |
| Pesterquest                        | 2019           | What Pumpkin Games            | Linux, Windows, macOS, Nintendo Switch, PlayStation 4, PlayStation 5, Android                   |        |
| Neo Cab                            | 2019           | Chance Agency                 | iOS, iPadOS, TvOS, Linux, Windows, macOS, Nintendo Switch                                       |        |
| In Other Waters                    | 2020           | Jump Over the Age             | Linux, Windows, macOS, Nintendo Switch                                                          |        |
| Paradise Killer                    | 2020           | Kaizen Game Works             | Linux, Windows, Nintendo Switch, PlayStation 4, PlayStation 5, Xbox One, Xbox Series X/S        |        |
| Suzerain                           | 2020           | Torpor Games                  | Android, iOS, iPadOS, Linux, Windows, macOS, Nintendo Switch                                    |        |
| Genesis Noir                       | 2021           | Feral Cat Den                 | Linux, Windows, macOS, Nintendo Switch, Xbox One                                                |        |
| The Invisible Hand                 | 2021           | Power Struggle Games          | Linux, Windows                                                                                  |        |
| No Longer Home                     | 2021           | Humble Grove                  | Linux, Windows, macOS, Nintendo Switch, Xbox One, Xbox Series X/S, PlayStation 4, PlayStation 5 |        |
| Kraken Academy!!                   | 2021           | Happy Broccoli Games          | Linux, Windows, macOS, Nintendo Switch, Xbox One                                                |        |
| Glitchhikers: The Spaces Between   | 2022           | Silverstring Media Inc.       | Windows, macOS, Nintendo Switch                                                                 |        |
| Citizen Sleeper                    | 2022           | Jump Over The Age             | Linux, Windows, Nintendo Switch, Xbox One, Xbox Series X/S, PlayStation 4, PlayStation 5        |        |
| Beacon Pines                       | 2022           | Hiding Spot                   | Linux, Windows, Nintendo Switch, Xbox One                                                       |        |
| The Pale Beyond                    | 2023           | Bellular Studios              | Linux, Windows, macOS, Nintendo Switch                                                          |        |
| 1000xRESIST                        | 2024           | Sunset Visitor                | Windows, Nintendo Switch                                                                        | [ 8 ]  |
| Times & Galaxy                     | 2024           | Copychaser Games              | Windows, Nintendo Switch, Xbox One, Xbox Series X/S, PlayStation 5                              | [ 9 ]  |
| Great God Grove                    | 2024           | LimboLane                     | Windows, Nintendo Switch, Xbox Series X/S                                                       |        |
| Pine: A Story of Loss              | 2024           | Made Up Games                 | iOS, Windows, Nintendo Switch                                                                   |        |
| Citizen Sleeper 2: Starward Vector | 2025           | Jump Over the Age             | Windows, Nintendo Switch, PlayStation 5, Xbox Series X/S                                        | [ 10 ] |
| Afterlove EP                       | 2025           | Pikselnesia                   | Windows, Nintendo Switch, PlayStation 5, Xbox Series X/S                                        | [ 11 ] |
| Kulebra and the Souls of Limbo     | 2025           | Galla                         | Windows, macOS, Nintendo Switch, Xbox One, Xbox Series X/S                                      |        |
| Nirvana Noir                       | TBA            | Feral Cat Den                 | Windows, Xbox Series X/S                                                                        | [ 12 ] |
| Scrabdackle                        | TBA            | jakefriend                    | Windows                                                                                         |        |
| Wander Stars                       | TBA            | Paper Castle Games            | Windows, Nintendo Switch                                                                        |        |